# أحمد بن علي الصغير
أحمد بن علي الصغير سياسي عاش في جبل عامل، منذ ما يقارب ثلاثمائة وخمسون عاما، وهو من آل علي الصغير. 

## سيرته
1. المرجّح أن اسمه: أحمد بن نصار بن مشرف بن محمد بن حسين بن علي الصغير. ونسبته لعلي الصغير لأن من عادة العرب أن ينسبوا الحفيد أو حفيد الحفيد لأشهر أجداده. فمثلا يقولون أن أولاد سبأ تفرقوا بعد انهيار سد مأرب ومنهم عاملة بن سبأ، مع أن بين عاملة وسبأ عشر بطون.
2. تاريخ ميلاده غير معروف بالدّقة.
3. عبّر عنه المؤرخون بالشيخ وقبله كانوا يكتفون بذكر أولاد علي الصغير كعائلة إقطاعية من دون ذكرهم بأسمائهم.
4. عبّر عنه الشهابي في تاريخه بشيخ المتاولة.
5. أول من فاز من آل علي الصغير بلقب شيخ المشايخ وكانت قبله لآل منكر.
6. مبدأ زعامته كان في العام 1059 هجرية[1] ( حوالي 1948 – 1949 ميلادي)، وذلك بعد واقعة عيناتا حيث قضى آل علي الصغير على آل شكر وأزالوا حكمهم نهائيا. وربما كان أحمد بن علي الصغير المذكور هو من قاد آل علي الصغير في عيناتا لذا تزعّم جبل عامل.
7. ذكره السيد محسن الأمين فقال: «أحد أمراء جبل عامل توفي فجأة على ما ذكره الشيخ محمد بن مجير العنقاني في كتيّبه»[2]

## حربه مع باشا صيدا
في العام 1070 هجرية، كانت له مع باشا صيدا علي باشا محمد الدفتردار، حربا ضروسا، ولا نعرف مكان ولا أسباب هذه الحرب

## وفاته
توفي في العام 1090 هجرية (حوالي 1677 – 1678 ميلادي) 